# Euclasea sphaeroides
Euclasea sphaeroides är en skalbaggsart som först beskrevs av August Reichensperger 1938.  Euclasea sphaeroides ingår i släktet Euclasea och familjen stumpbaggar. Inga underarter finns listade i Catalogue of Life.